# Dmitrij Orlov
Dmitrij Vladimirovič Orlov (rusky Дмитрий Владимирович Орлов; * 23. července 1991 Novokuzněck) je ruský hokejový obránce.

## Hráčská kariéra
S profesionálním hokejem začínal v rodném městě Novokuzněck, kde debutoval v 3. ruské lize v sezóně 2007/08, v Superlize 2007/08 a v KHL v sezóně 2008/09. Byl draftován v roce 2009 ve 2. kole, celkově 55., týmem Washington Capitals. Sezónu 2010/11 začal v týmu Metallurg Novokuzněck kde odehrál celou základní část se 45 zápasy. Poté, co se tým neprobojoval do play-off a stal se nejhorším týmem KHL odešel do zámoří kde podepsal zkušební smlouvu s týmem Hershey Bears kde se potkal se spoluhráčem Dmitrij Kugryšev se kterým vybojoval stříbro z MS-18 2008. 26. února 2011 debutoval v AHL proti týmu Albany Devils, kdy získal svůj první bod v lize a jeho tým vyhrál 4:3. 2. března 2011 podepsal novou tříletou smlouvu s týmem Washington Capitals.

## Ocenění a úspěchy
- 2008 WHC-17 - Nejproduktivnější obránce
- 2009 MS-18 - Top tří hráčů v týmu
- 2010 MHL - Nejlepší střelec v playoff
- 2010 MHL - Nejužitečnější hráč v playoff
- 2011 MSJ - All-Star Tým
- 2011 MSJ - Nejlepší nahrávač mezi obránci
- 2019 MS - Top tří nejlepších hráčů v týmu

## Prvenství

### KHL
- Debut - 2. září 2008 (Metallurg Novokuzněck proti HK Dinamo Minsk)
- První gól - 23. listopadu 2008 (HK Spartak Moskva proti Metallurg Novokuzněck, ruskému brankáři Jevgenij Konobrij)
- První asistence - 27. září 2009 (Metallurg Novokuzněck proti Barys Astana)

### NHL
- Debut - 21. listopadu 2011 (Washington Capitals proti Phoenix Coyotes)
- První asistence - 23. listopadu 2011 (Washington Capitals proti Winnipeg Jets)
- První gól - 15. ledna 2012 (Washington Capitals proti Carolina Hurricanes, kanadskému brankáři Cam Ward)

## Klubové statistiky
| Sezóna       | Klub                    | Soutěž       |     | Základní část | Základní část | Základní část | Základní část | Základní část |   | Play off | Play off | Play off | Play off | Play off |
| Sezóna       | Klub                    | Soutěž       | Z   | G             | A             | B             | TM            | Z             | G | A        | B        | TM       |          |          |
| 2007/2008    | Metallurg Novokuzněck 2 | 3.RSL        | 12  | 1             | 4             | 5             | 8             | —             | — | —        | —        | —        |          |          |
| 2007/2008    | Metallurg Novokuzněck   | RSL          | 6   | 0             | 0             | 0             | 0             | —             | — | —        | —        | —        |          |          |
| 2008/2009    | Metallurg Novokuzněck 2 | 3.RSL        | 4   | 0             | 1             | 1             | 2             | —             | — | —        | —        | —        |          |          |
| 2008/2009    | Metallurg Novokuzněck   | KHL          | 16  | 1             | 0             | 1             | 4             | —             | — | —        | —        | —        |          |          |
| 2009/2010    | Metallurg Novokuzněck   | KHL          | 41  | 4             | 3             | 7             | 49            | —             | — | —        | —        | —        |          |          |
| 2009/2010    | Kuzněck Medvědi         | MHL          | 7   | 7             | 6             | 13            | 6             | 17            | 9 | 10       | 19       | 26       |          |          |
| 2010/2011    | Metallurg Novokuzněck   | KHL          | 45  | 2             | 10            | 12            | 43            | —             | — | —        | —        | —        |          |          |
| 2010/2011    | Kuzněck Medvědi         | MHL          | 1   | 0             | 0             | 0             | 0             | —             | — | —        | —        | —        |          |          |
| 2010/2011    | Hershey Bears           | AHL          | 19  | 2             | 7             | 9             | 12            | 6             | 0 | 1        | 1        | 4        |          |          |
| 2011/2012    | Hershey Bears           | AHL          | 15  | 4             | 5             | 9             | 12            | —             | — | —        | —        | —        |          |          |
| 2011/2012    | Washington Capitals     | NHL          | 60  | 3             | 16            | 19            | 18            | —             | — | —        | —        | —        |          |          |
| 2012/2013    | Washington Capitals     | NHL          | 5   | 0             | 1             | 1             | 0             | —             | — | —        | —        | —        |          |          |
| 2012/2013    | Hershey Bears           | AHL          | 31  | 3             | 14            | 17            | 20            | 4             | 1 | 2        | 3        | 4        |          |          |
| 2013/2014    | Hershey Bears           | AHL          | 11  | 3             | 6             | 9             | 4             | —             | — | —        | —        | —        |          |          |
| 2013/2014    | Washington Capitals     | NHL          | 54  | 3             | 8             | 11            | 19            | —             | — | —        | —        | —        |          |          |
| 2014/2015    | Hershey Bears           | AHL          | 3   | 0             | 3             | 3             | 4             | —             | — | —        | —        | —        |          |          |
| 2015/2016    | Washington Capitals     | NHL          | 82  | 8             | 21            | 29            | 26            | 11            | 0 | 1        | 1        | 2        |          |          |
| 2016/2017    | Washington Capitals     | NHL          | 82  | 6             | 27            | 33            | 51            | 13            | 0 | 3        | 3        | 2        |          |          |
| 2017/2018    | Washington Capitals     | NHL          | 82  | 10            | 21            | 31            | 22            | 24            | 2 | 6        | 8        | 4        |          |          |
| 2018/2019    | Washington Capitals     | NHL          | 82  | 3             | 26            | 29            | 33            | 7             | 0 | 4        | 4        | 4        |          |          |
| 2019/2020    | Washington Capitals     | NHL          | 69  | 4             | 23            | 27            | 36            | 8             | 0 | 3        | 3        | 4        |          |          |
| 2020/2021    | Washington Capitals     | NHL          | 51  | 8             | 14            | 22            | 20            | 5             | 0 | 3        | 3        | 6        |          |          |
| 2021/2022    | Washington Capitals     | NHL          | 76  | 12            | 23            | 35            | 44            | 6             | 0 | 1        | 1        | 2        |          |          |
| 2022/2023    | Washington Capitals     | NHL          | 43  | 3             | 16            | 19            | 10            | —             | — | —        | —        | —        |          |          |
| 2022/2023    | Boston Bruins           | NHL          | 23  | 4             | 13            | 17            | 12            | 7             | 0 | 8        | 8        | 2        |          |          |
| 2023/2024    | Carolina Hurricanes     | NHL          | 82  | 6             | 20            | 26            | 36            | 11            | 2 | 4        | 6        | 14       |          |          |
| 2024/2025    | Carolina Hurricanes     | NHL          | 76  | 6             | 22            | 28            | 24            | 15            | 0 | 4        | 4        | 10       |          |          |
| Celkem v NHL | Celkem v NHL            | Celkem v NHL | 867 | 76            | 251           | 327           | 351           | 107           | 4 | 37       | 41       | 50       |          |          |
| Celkem v KHL | Celkem v KHL            | Celkem v KHL | 101 | 7             | 13            | 20            | 96            | —             | — | —        | —        | —        |          |          |

## Reprezentace
| Rok                       | Tým                       | Soutěž                    | Z  | G | A  | B  | TM |
| ------------------------- | ------------------------- | ------------------------- | -- | - | -- | -- | -- |
| 2008                      | Rusko 18                  | MS-18                     | 6  | 0 | 1  | 1  | 0  |
| 2009                      | Rusko 18                  | MS-18                     | 7  | 2 | 2  | 4  | 6  |
| 2010                      | Rusko 20                  | MSJ                       | 6  | 0 | 4  | 4  | 4  |
| 2011                      | Rusko 20                  | MSJ                       | 7  | 1 | 8  | 9  | 6  |
| 2014                      | Rusko                     | MS                        | 3  | 0 | 1  | 1  | 2  |
| 2016                      | Rusko                     | MS                        | 6  | 0 | 3  | 3  | 2  |
| 2016                      | Rusko                     | SP                        | 4  | 0 | 0  | 0  | 4  |
| 2017                      | Rusko                     | MS                        | 5  | 1 | 0  | 1  | 0  |
| 2019                      | Rusko                     | MS                        | 10 | 2 | 4  | 6  | 2  |
| Juniorská kariéra celkově | Juniorská kariéra celkově | Juniorská kariéra celkově | 26 | 3 | 15 | 18 | 16 |
| Seniorská kariéra celkově | Seniorská kariéra celkově | Seniorská kariéra celkově | 27 | 3 | 8  | 11 | 10 |